# Bãi Đồ Bàn
Bãi Đồ Bàn là một bãi ngầm thuộc cụm Bình Nguyên của quần đảo Trường Sa.
Bãi Đồ Bàn là đối tượng tranh chấp giữa Việt Nam, Đài Loan, Philippines và Trung Quốc. Hiện chưa rõ nước nào thực sự kiểm soát bãi này.
- Tên gọi: bãi Đồ Bàn[1] hoặc tên cũ là bãi cạn Nâu;[2] tiếng Anh: Brown Bank; tiếng Filipino: Kayumanggi Bank; tiếng Trung: 棕滩; bính âm: Zōng tān; Hán-Việt: Tông than.
- Đặc điểm: là một phức hợp san hô với chiều dài tính theo trục bắc-nam là 8 hải lý và chiều rộng là 3,7 hải lý. Bãi sâu tối thiểu 14,6 m và đạt diện tích 60 km².[3]